# Altes Rathaus (Seeheim)

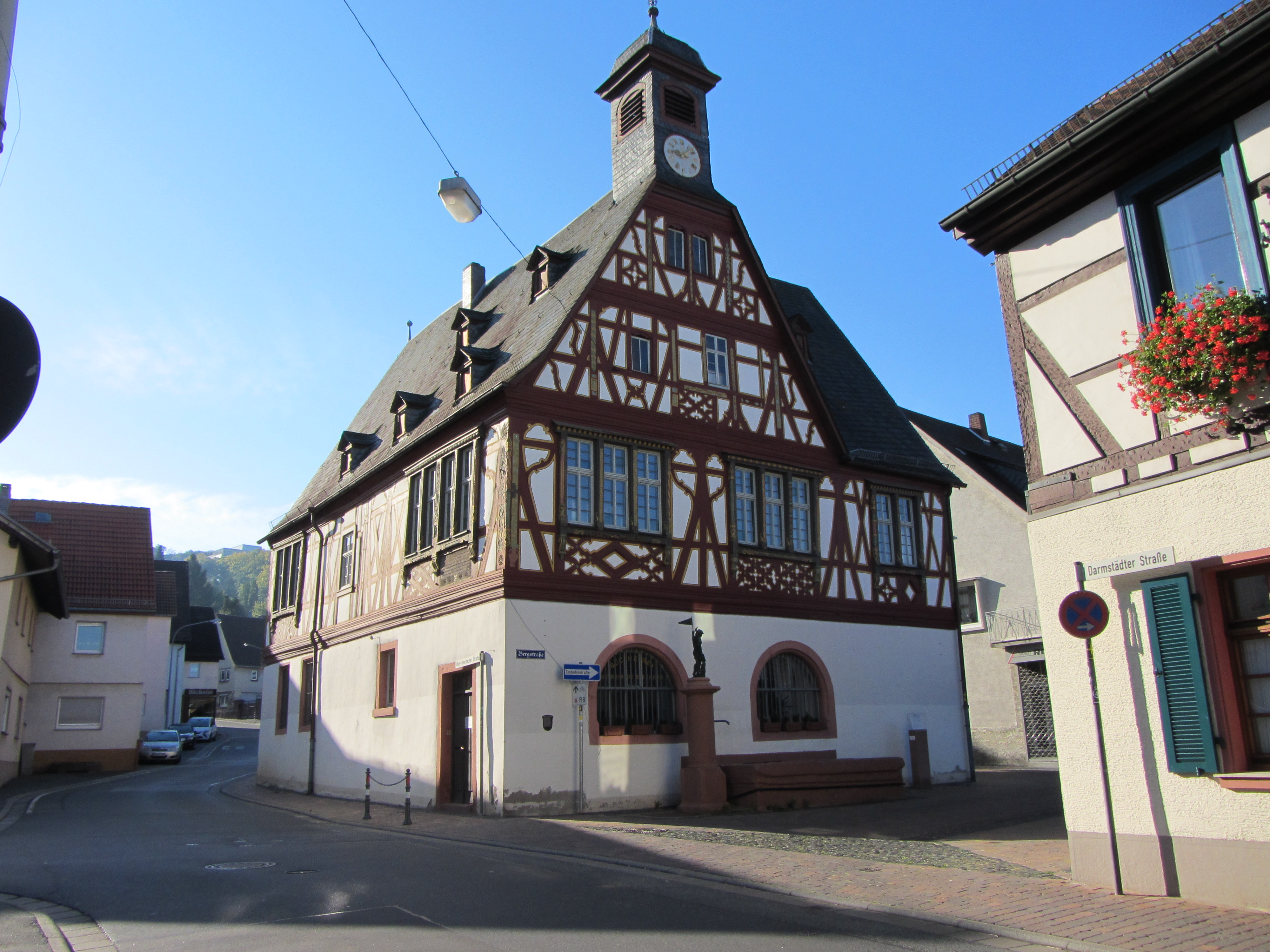
Altes Rathaus (Seeheim)

Das Alte Rathaus in Seeheim (Seeheim-Jugenheim) war das Rathaus des Ortes und steht unter Denkmalschutz.

## Geschichte
Laut Inschrift wurde das Rathaus im Jahre 1599 erbaut. Im Dreißigjährigen Krieg wurde ein Großteil der Gemeinde durch Brände zerstört, das Rathaus blieb dank dem schräg gegenüber liegenden steinernen Pfarrhaus aus dem Jahr 1589 erhalten, das das Rathaus gegen das Feuer abschirmte. Im 19. Jahrhundert wurde an der Ostseite ein Anbau errichtet. Im Jahre 1980 wurde durch eine Renovierung wieder die originale Gestaltung hergestellt. Heute befindet sich unter anderem das Heimatmuseum in dem Gebäude.

## Gebäudebeschreibung
Das Erdgeschoss ist in Massivbauweise errichtet, darüber befindet sich ein Fachwerkgeschoss. An der Hausecke findet sich ein zweistöckiger Giebel. Das Gebäude wird durch ein quadratisches Uhr- und Glockentürmchen gekrönt. An der Ostseite befindet sich eine zweiläufige Freitreppe, die zum dreizonigen Saal und den beiden Ratsstuben im Obergeschoss führt.
Das Gebäude gilt als eines der schönsten Rathäuser an der Bergstraße aus der Renaissancezeit. Hauptgrund hierfür ist das aufwändige Zierfachwerk. Die Pfosten und die Rahmen der fränkischen Erker sind mit Pflanzenmotiven, Eierstab, Voluten und Riefelwerk geschmückt. Das Fachwerk zeigt darüber hinaus Mannformen mit zusätzlichen geschweiften Kopfstreben und aufwändige Brüstungsfelder.
Vor dem Rathaus befindet sich ein Laufbrunnen mit Säule und Floriansfigur von 1910. Das Rathaus steht wegen seiner künstlerischen, ortsgeschichtlichen und städtebaulichen Bedeutung unter Denkmalschutz.